# Сорокін Сергій Володимирович
Сорокін Сергій Володимирович (нар. 1 березня 1977) – український сходознавець, тюрколог,  кандидат філологічних наук, професор кафедри тюркської філології Київського національного лінгвістичного університету, директор Інституту східних мов (2003 -2005, 2009 - 2012), декан факультету сходознавства (2012 - 2022), декан факультету східної і слов'янської філології (2022 - 2024), проректор з навчально-виховної роботи (2024), перший проректор (2025 – дотепер).

## Життєпис
У 1999 році закінчив із відзнакою відділення сходознавства Київського університету імені Тараса Шевченка, здобувши повну вищу освіту за спеціальністю "Східна та європейська мова", кваліфікація "філолог, викладач-перекладач турецької та англійської мов". 
Стаж науково-педагогічної роботи у закладах вищої освіти становить 25 років.
1999 – 2003 – асистент кафедри тюркології, заступник завідувача відділення сходознавства Київського університету імені Тараса Шевченка.
2003 – 2005 – директор Інституту східних мов Київського національного лінгвістичного університету.
2005 – 2015 – завідувач кафедри мов і цивілізацій Близького та Середнього Сходу Київського національного лінгвістичного університету.
2009 – 2012 – директор Інституту східних мов Київського національного лінгвістичного університету.
2012 – 2022 – декан факультету сходознавства Київського національного лінгвістичного університету.
2022 – 2024 – декан факультету східної і слов'янської філології Київського національного лінгвістичного університету.
2024 і дотепер – професор кафедри тюркської філології Київського національного лінгвістичного університету.
2024 – проректор з навчально-виховної роботи Київського національного лінгвістичного університету.
2025 – перший проректор Київського національного лінгвістичного університету.

## Науково-педагогічна діяльність
2002 рік – кандидат філологічних наук (спеціальність 10.02.13 "Мови народів Азії, Африки, аборигенів Америки та Австралії"). 
2004 рік – доцент (кафедра східних мов і цивілізацій).
2023 рік – професор (кафедра тюркської філології) .
Автор понад 100 публікацій з теорії граматики, перекладознавства, когнітивної лінгвістики.
Автор-розробник навчальних матеріалів і курсу відеолекцій із практичної граматики турецької мови.

## Основні публікації
- Сорокін С. В. Читаймо та розмовляймо турецькою (практикум з усного та писемного мовлення для студентів ІІ курсу). – К.: Вид. центр КНЛУ, 2005. – 147 с.;
- Сорокін С. В. Турецька й українська мови в системі координат "Вид - Час - Модальність". – К.: Вид. центр КНЛУ, 2009. – 323 с. – ISBN 978-966-638-222-4 (URI: http://rep.knlu.kyiv.ua/xmlui/handle/787878787/185);
- Сорокін С. В. Практичний курс перекладу з турецької мови. Частина перша. Переклад газетно-інформаційних текстів. – К.: Вид. центр КНЛУ, 2010. – 294 с. (URI: http://rep.knlu.edu.ua/xmlui/handle/787878787/186);
- Сорокін С. В., Ксьондзик Н. М. Історія турецької мови: курс лекцій. – К.: Вид. центр КНЛУ, 2016. – 235 с. – ISBN 978-966-638-308-5  (URI: http://rep.knlu.kyiv.ua/xmlui/handle/787878787/177);
- Сорокін С. В. Практична граматика турецької мови. Початковий курс. – К.: Вид. центр КНЛУ, 2023. – 368 с. – ISBN 978-966-638-355-9  (URI: http://rep.knlu.edu.ua/xmlui/handle/787878787/2940).

## Грамоти, нагороди
Почесна грамота МОНУ (2011 рік).
Почесна грамота Кабінету Міністрів України (2017 рік).
Почесна грамота посольства Турецької Республіки в Україні (2021 рік).
Нагрудний знак МОН України "Відмінник освіти" (2023 рік).